# Spilosoma heringi
Spilosoma heringi là một loài bướm đêm thuộc phân họ Arctiinae, họ Erebidae.